# Сборная Туркменистана по хоккею с шайбой
Сборная Туркменистана по хоккею с шайбой (туркм. Türkmenistanyň hokkeý ýygyndysy) представляет Туркменистан на международных соревнованиях по хоккею с шайбой. Образована в 2011 году.

## История
В начале XXI века в стране появились хоккейные команды и была создана федерация. Первая национальная сборная сформирована из четырёх ашхабадских команд — «Огуз хан», «Алп Арслан», «Шир» и «Бургут» в 2011 году.
В 2013 году сборная Туркменистана под руководством Рустама Керимова провела первый международный матч против сборной Минска, который завершился победой со счётом 7:2. Сборная состоит из игроков команд «Галкан», «Шир» и «Огузхан».
В 2015 году сборная Туркменистана принята в ИИХФ.
С 2016 года сборную тренирует Байрам Аллаяров.
В 2018 году стартовала в квалификации третьего дивизиона чемпионата мира 2018 года с 3-х побед над соперниками, стала победителем турнира и перешла третий дивизион чемпионата мира 2019 года. В апреле 2019 года команда дебютировала на мировом чемпионате третьего дивизиона в столице Болгарии. В матче с хозяевами туркмены потерпели самое крупное поражение за всю свою историю. По окончании турнира сборная, одержав 2 победы, при этом потерпев 3 поражения, завершила турнир на 3-й строчке, сохранив прописку в этом дивизионе.
Летом 2019 году были сформированы группы в отборочных турнирах за выход в квалификацию на XXIV Зимние Олимпийские игры. Туркменские хоккеисты не попадали в них рейтингу, однако последовала череда отказов и среднеазиатским хоккеистам осенью было предложено место в одной из двух групп. Однако сборная Туркменистана отказалась.
В следующие два года подряд чемпионаты не проводились из-за распространения коронавирусной инфекции COVID-19. Далее в апреле 2022 года в люксембургской деревне Кокельшойер состоялся турнир в третьем дивизионе чемпионата мира, где приняли участие пять команд, в том числе и туркменские хоккеисты. В первом матче спортсмены из Туркменистана потерпели самое сокрушительное поражение от сборной ОАЭ 10:4. Во втором матче в овертайме проиграли хозяевам, далее победили островной Китай и в завершении потерпели поражение от Турции.
Сборная Туркменистана далее уверенно утвердилась в III дивизионе.

## Состав
| #  | Имя                      | Позиция | Номер | Рост | Дата рождения | Клуб    |
| -- | ------------------------ | ------- | ----- | ---- | ------------- | ------- |
| 1  | Рахмон Муратов           | G       | —     |      | 25.03.1997    | Галкан  |
| 2  | Керим Байрамов           | D       | —     |      | -             | Шир     |
| 3  | Ильяс Велиев +A          | D       | —     |      | 05.09. 1991   | Шир     |
| 4  | Никита Селифонкин        | D       | —     |      | -             | Галкан  |
| 5  | Эвальд Гайер             | D       | —     |      | 18.09.1994    | Несиль  |
| 6  | Павел Барковский         | F       | —     |      | -             | Галкан  |
| 7  | Нурмаммет Нурыев         | F       | —     |      | -             | Галкан  |
| 8  | Амангельды Аманиязов     | D       | —     |      | 15.02.1994    | Галкан  |
| 9  | Езизмухамет Акмухаммедов | F       | —     |      | -             | Галкан  |
| 10 | Довлет Хыдыров           | D       | —     |      | 26.08.1980    | Галкан  |
| 11 | Довлет Союнов            | F       | —     |      | -             | Галкан  |
| 12 | Баймурат Баймурадов      | F       | —     |      | 05.09.1998    | Огузхан |
| 14 | Мейлис Кулиев            | F       | —     |      | -             | Несиль  |
| 17 | Дмитрий Савин +A         | D       | —     |      | 25.03.1993    | Галкан  |
| 18 | Исхан Велиев             | F       | —     |      | 25.02.1998    | Галкан  |
| 19 | Александр Ваховский      | F       | —     |      | -             | Галкан  |
| 20 | Каремли Чарыев           | G       | —     |      | 29.10.1992    | Галкан  |
| 21 | Шуху Бабаев              | D       | —     |      | -             | Галкан  |
| 22 | Якут Бердыев             | F       | —     |      | -             | Галкан  |
| 23 | Ахмет Гурбанов +C        | F       | —     |      | -             | Галкан  |
| 24 | Маммет Мурадов           | F       | —     |      | 17.09.1992    | Огузхан |
| 25 | Максат Атаев             | F       | —     |      | 01.01.1990    | Шир     |
|    | Сапармурад Акмурадов     | F       | —     |      | -             | Шир     |
|    | Азат Бердыниязов         | F       | —     |      | -             | Несиль  |
|    | Кайсберды Моммаев        | D       | —     |      | -             | Огузхан |

Легенда: +A, Ассистент капитана, +C Капитан

## История выступлений на чемпионатах мира
| Турнир                                          | Место проведения | Результат                               |
| ----------------------------------------------- | ---------------- | --------------------------------------- |
| Квалификация III дивизиона чемпионата мира 2018 | Сараево          | 1-е место (49-е в мировой квалификации) |
| III дивизион чемпионата мира 2019               | София            | 3-е место (47-е в мировой квалификации) |
| III дивизион чемпионата мира 2022               | Кокельшойер      | 3-е место (39-е в мировой квалификации) |
| III дивизион чемпионата мира 2023               | Кейптаун         | 2-е место (38-е в мировой квалификации) |
| III дивизион чемпионата мира 2024               | Бишкек           | 4-е место (40-е в мировой квалификации) |